# Love in the Time of Science
Love in the Time of Science è il quarto album della cantautrice islandese Emilíana Torrini, pubblicato nel 1999.

## Il disco
Si tratta del primo disco pubblicato nel mercato internazionale, diffuso nel novembre 1999 nel Regno Unito e nell'ottobre 2000 anche negli Stati Uniti d'America.
L'album è stato prodotto da Roland Orzabal e Alan Griffiths dei Tears For Fears, che sono anche autori di due tracce. Registrazione e mixaggio sono stati eseguiti nel 1999 presso gli studi di Orzabal, i Neptune's Kitchen nel Regno Unito (con registrazioni addizionali effettuate in Islanda e Spagna). Hanno partecipato alla realizzazione del disco anche Eg White, Siggi Baldursson e Mark Abis.
Il titolo dell'album prende spunto dal romanzo del 1985 di Gabriel García Márquez intitolato L'amore ai tempi del colera.

## Tracce
1. To Be Free – 3:23
2. Wednesday's Child – 3:52
3. Baby Blue – 4:03
4. Dead Things – 4:23
5. Unemployed in Summertime – 3:42
6. Easy – 3:19
7. Fingertips – 3:43
8. Telepathy – 4:00
9. Tuna Fish – 3:11
10. Summerbreeze – 3:43
11. Sea People – 1:12

## Singoli estratti
- Dead Things
- Baby Blue
- To Be Free
- Easy
- Unemployed in Summertime